# Катастрофа ATR 72 под Паксе
Катастрофа ATR 72 под Паксе — авиационная катастрофа, произошедшая 16 октября 2013 года в Лаосе. Самолёт ATR 72-600 авиакомпании Lao Airlines при заходе на посадку упал в реку Меконг вблизи города Паксе. Погибли 49 человек из 11 стран мира.

## Самолёт
Самолёт ATR 72-600 (регистрационный номер RDPL-34233, серийный — 1071 совершил первый полёт 6 марта 2013 года. На момент катастрофы самолёт эксплуатировался 7 месяцев и налетал 758 часов. Самолёт принадлежал авиакомпании Lao Airlines.

## Катастрофа
Самолёт выполнял внутренний перелёт между столицей и городом Паксе, недалеко от границы с Таиландом.
При подготовке к посадке самолёт попал в плохие погодные условия и согласно сообщениям упал в реку Меконг
 — сообщило министерство транспорта в отчёте. Также было упомянуто, что никто не выжил.
Представители Lao Airlines сообщили, что катастрофа произошла в 16:00 местного времени, самолёт упал примерно в 8 км от аэропорта в реку Меконг. Фюзеляж разломился и затонул. По состоянию на 2021 год, это крупнейшая авиакатастрофа на территории Лаоса.

## Погибшие
Погибли все находившиеся на борту 49 человек: 44 пассажира из 11 стран и 5 членов экипажа. Пассажиры были гражданами Лаоса, Франции, Австралии, Таиланда, Кореи, Вьетнама, США, Канады, Малайзии, Китая и Тайваня.
| Гражданство          | Количество пассажиров | Количество членов экипажа | Всего |
| -------------------- | --------------------- | ------------------------- | ----- |
| Лаос                 | 17                    | 4                         | 21    |
| Франция              | 7                     | 0                         | 7     |
| Австралия            | 5                     | 0                         | 5     |
| Таиланд              | 5                     | 0                         | 5     |
| Республика Корея     | 3                     | 0                         | 3     |
| Вьетнам              | 2                     | 0                         | 2     |
| Камбоджа             | 0                     | 1                         | 1     |
| США                  | 1                     | 0                         | 1     |
| Канада               | 1                     | 0                         | 1     |
| Малайзия             | 1                     | 0                         | 1     |
| Китай                | 1                     | 0                         | 1     |
| Китайская Республика | 1                     | 0                         | 1     |
| Всего                | 44                    | 5                         | 49    |

## Расследование
Спустя год и один месяц был выпущен отчёт о катастрофе. Причинами авиакатастрофы стали внезапное изменение погодных условий и неспособность лётного экипажа должным образом выполнить заход на посадку по приборам.